# Macrobiotus ramoli
Macrobiotus ramoli är en djurart som tillhör fylumet trögkrypare, och som beskrevs av Hieronymus Dastych 2005. Macrobiotus ramoli ingår i släktet Macrobiotus och familjen Macrobiotidae. Inga underarter finns listade i Catalogue of Life.